# Фантастичната четворка (сериал, 1994)
Вижте пояснителната страница за други значения на Фантастичната четворка.
„Фантастичната четворка“ (на английски: Fantastic Four) е американски анимационен сериал, базиран на едноименната комиксова поредица на Марвел Комикс. Излъчването му започва на 24 септември 1994 г. и приключва на 24 февруари 1996 г. с два сезона, съдържайки по 13 епизода всеки, правейки ги общо 26.

## Общ преглед
През средата на 90-те Marvel Productions излъчват нов анимационен сериал за Фантастичната четворка, като част от „Екшън часът на Марвел“. Първата половина се състои от епизод на „Железният човек“, а втората – от епизод на „Фантастичната четворка“. През първия сезон Стан Лий е представен в началото на всеки епизод, говерейки за героите и какво го е вдъхновило, за да ги създаде.

## „Фантастичната четворка“ в България
Първоначално първият сезон на сериала върви по Нова телевизия в края на 90-те години на миналия век. Ролите се озвучават от артистите Лидия Вълкова, Наталия Бардская, Стефан Димитриев, Васил Бъчваров, Любомир Нейков и Цветан Ватев.
На 9 септември 2007 г. започва повторно излъчване на сериала по Диема, всяка неделя от 07:00. След повторенията на първи сезон започват и премиерите на втори сезон. Дублажът е на студио Доли. Ролите се озвучават от артистите Ирина Маринова, Силви Стоицов, Иван Райков и Тодор Николов.
На 12 май 2009 г. започва и по Диема Фемили, всеки делничен ден от 06:20. От 3 юни се излъчва от 06:00. От 10 юни се излъчва отново от 06:20. Последният епизод е излъчен на 15 юни.